# Abbiamo toccato le stelle
Abbiamo toccato le stelle - Storie di campioni che hanno cambiato il mondo è una raccolta di racconti di Riccardo Gazzaniga pubblicata da Rizzoli nella collana Ragazzi nel 2018, Il libro raccoglie venti brevi ritratti di atleti e atlete e racconta le loro lotte contro varie avversità e discriminazioni. 

## Storia editoriale
La raccolta nasce da un post scritto da Gazzaniga nel 2015 sul suo blog personale, riguardante la vicenda dell'atleta australiano Peter Norman, medaglia d'argento nei 200 metri alle Olimpiadi di Messico 1968. Il post originale ottiene oltre 60.000 condivisioni, e viene in seguito tradotto in inglese dal magazine on line Griotmag ottenendo oltre 350.000 visualizzazioni. A questo primo post, ne seguiranno poi altri nei mesi successivi fra cui la storia della ginnasta Věra Čáslavská, e della sua opposizione al regime sovietico, e quella del pugile omosessuale Emile Griffith, che diventeranno poi il nucleo di partenza del libro.

## Trama
Il libro, oltre alla vicenda di Peter Norman e quelli di Tommie Smith e John Carlos, racconta anche le storie di Muhammad Ali, Alex Zanardi, Gino Bartali, Martina Navrátilová e Chris Evert e oltre a vicende meno note come quella della nuotatrice siriana Yusra Mardini sopravvissuta al ribaltamento del suo gommone mentre cercava di raggiungere l'Europa, del campione omosessuale di pugilato Emile Griffith, di Kathrine Switzer, prima donna a correre una maratona.

## Personaggi
Tommie Smith, John Carlos, Peter Norman, Muhammad Ali, Kathrine Switzer, Dorando Pietri, Shizo Kanakuri, Mikael Lindnord, Martina Navrátilová, Chris Evert, Terry Fox, Alex Zanardi, Johann "Rukeli" Trollmann, Emile Griffith, Kim Vilfort, Peter Schmeichel, Jermain Defoe, Dick Fosbury, Věra Čáslavská, Gino Bartali, Yusra Mardini, Surya Bonaly.

## Riconoscimenti
Nel 2019 Abbiamo toccato le stelle ha vinto la V edizione del Premio "Memo Geremia" come miglior libro di narrativa sportiva per ragazzi e il XLVI Premio "Bruno Roghi" per la narrativa sportiva nell'ambito del Premio Castello, più antico premio letterario italiano per ragazzi. Nel 2021 si è aggiudicato anche la XXII edizione del premio "Terre del Magnifico".

## Edizioni
- Abbiamo toccato le stelle, Rizzoli, collana Ragazzi, 2018, rilegato.
- Abbiamo toccato le stelle, Biblioteca Universale Rizzoli, 2019, tascabile.